# Чибча-муїска
Чи́бча-муї́ска (чибча, муїска, муїса, моска; chibcha-muíska, chibchas, muísca, muisa, mosca) — група індіанських племен, споріднених за мовою та культурою, поширених у Колумбії та Панамі. «Муїска» означає «чоловік» або «людина».
Чисельність — 260 тис. осіб.

## Історія

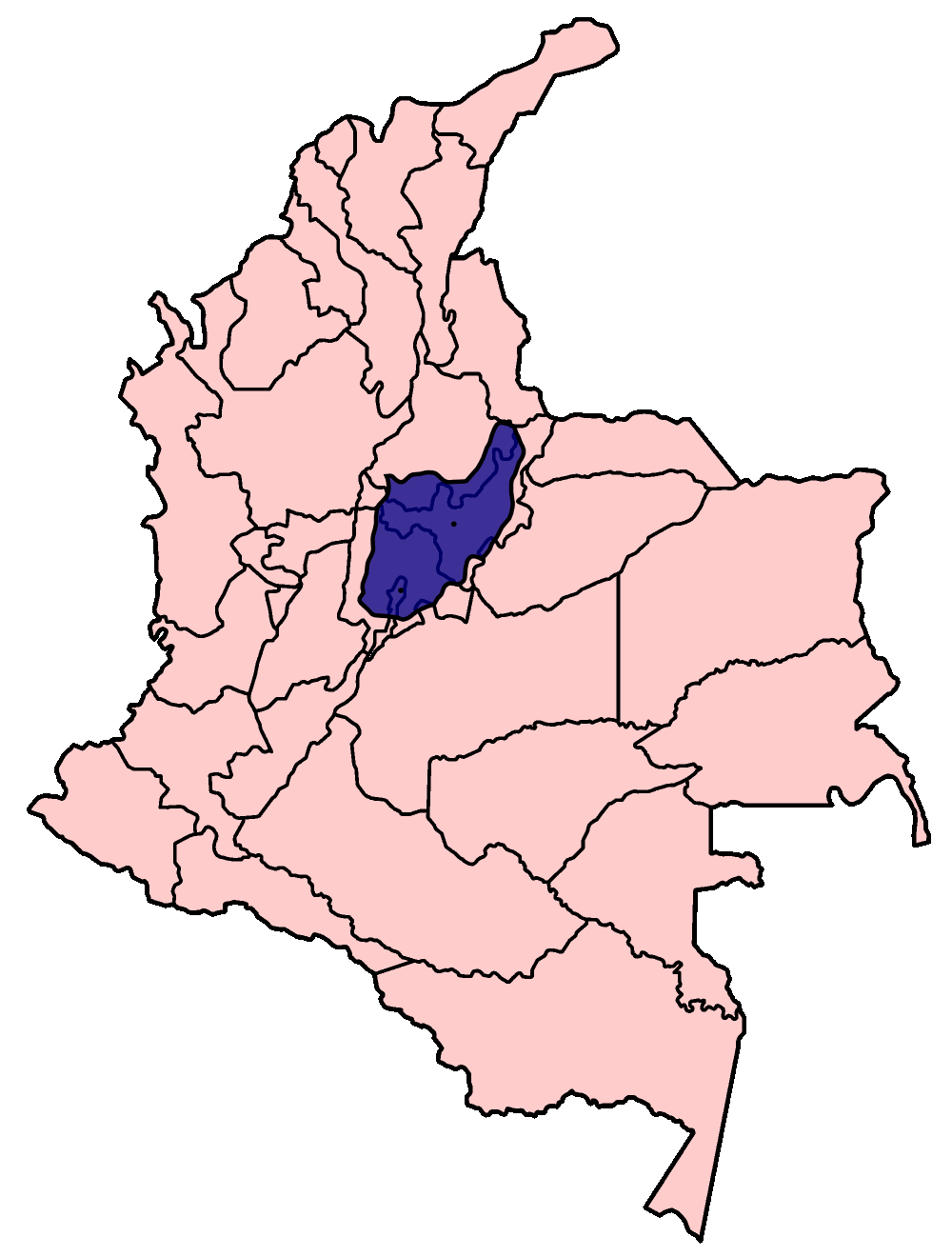
Територія конфедерації чибча-муїска на карті сучасної Колумбії

В минулому чибча проживали на території, що нині простягається від кордонів сучасної Коста-Рики та Нікарагуа до північного Еквадору. Про історію збереглось мало, але протирічних фактів.
За переказами, перша імперія чибча виникла у II ст. в долинах Східної Кордильєри на території сучасної Колумбії. Вона складалась з низки великих територіально-політичних об'єднань землеробських племен. На початок XVI ст. таких утворень було 5: Богота (об'єднувало 18 союзних і скоренних племен), Тунха (9 племен), Тундама (11 племен), Согамосо (5 племен) та Гуанента (12 племен).
Найсильнішими в економічному і культурному відношенні виділялась держава південних муїсків Богота, в долині річки Богота, де поширення набули товарно-грошові відносини, та держава північних муїсків Тунха. Між ними йшла жорстока боротьба за розширення володінь. 1490 року пройшов бій між правителем Боготи (сіпою) Сагуанмачікою та правителем Тунхи (саке) Мічиа, яка закінчилась загибеллю обох. Боротьбу продовжили їхні наслідники Немекене та Кемуенчаточа. В бою 1522 року поблизу поселення Чоконта Богота зазнала поразки, Немекене був убитий.
На момент приходу конкістадорів в 1536 році чибча, розділені на два ворожих табори, стояли перед загрозою нової міжусобної війни. Вторгнення іспанських завойовників поклало край самостійності чибча.

## Культура

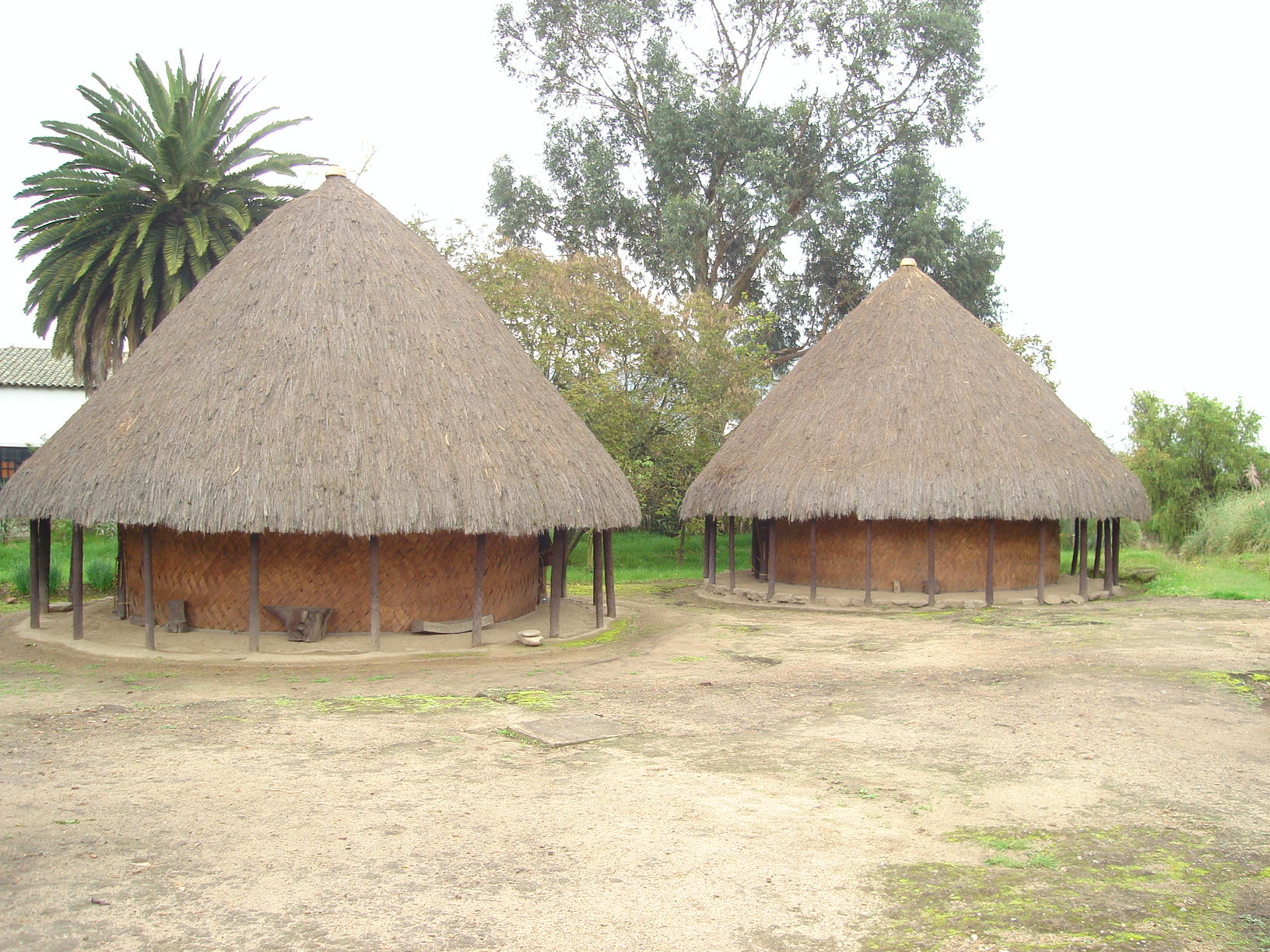
Реконструкція хат чибча в Археологічному музеї Согамосо

Культура чибча-муїсків дещо відставала від інших древньоамериканських цивілізацій: їй не були відомі ані писемність, ані кам'яне будівництво. Кераміка та золоті вироби поступались творінням інків та ацтеків.
У політичному відношені вся влада належала родовій аристократії, військовій знаті та жрецям. На чолі кожної держави стояв верховний правитель, який мав право затверджувати вождів підкорених племен. Економічною основою держав була система землеробства із застосуванням штучного зрошування, терас на гірських схилах та різноманітних агротехнічних прийомів. Основні сільськогосподарські культури: кукурудза, кіноа, юка, картопля, бобові. Землеробські знаряддя: дерев'яні кирки (коа або гуе), мотиги, лопати. Високого розвитку набули ремесла: гончарство, ювелірне (металопластика, штампування, філігрань тощо), ткацтво (бавовняні плащі, які були одиницею обміну поряд із золотими дисками).
Населення видобувало сіль, діаманти та кам'яне вугілля. Залізо та бронза їм не були відомі. Найбільш вживані метали: золото, срібло та сплави золота із міддю (тумбага).
Соціально-економічною одиницею суспільства була територіально-родова спільнота сібін з колективною власністю на землю та індивідуальним (посімейним) землекористуванням. Члени спільноти виконували також колективні роботи по обробці землі, будівництві палаців та храмів для правителів та жреців. З покірних племен, які входили в склад великих територіально-політичних об'єднань, бралася данина. Існувало рабство військовополонених.

## Мови

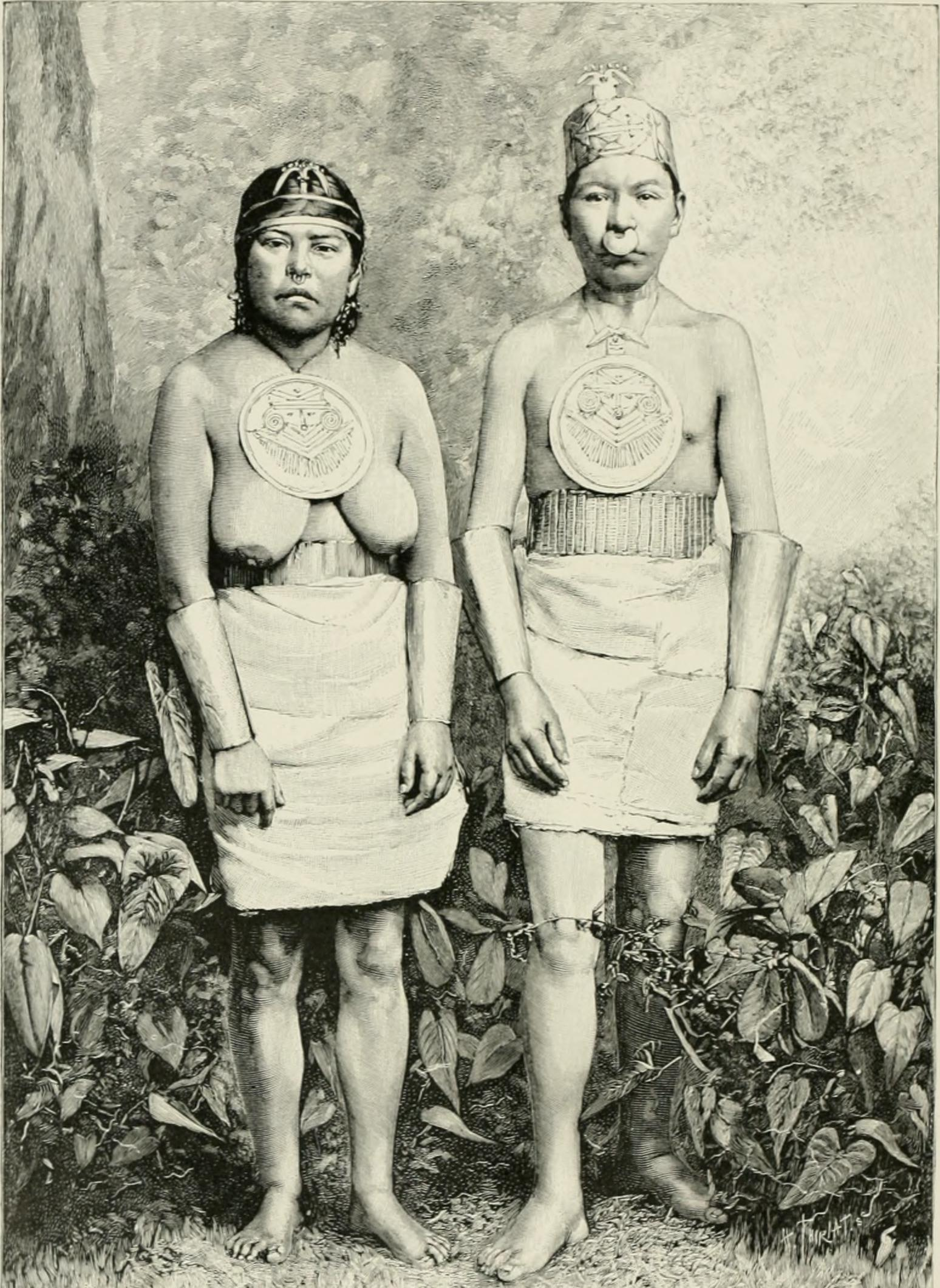
Муїска

Індіанська мовна сім'я чибча поширена в Нікарагуа, Коста-Риці, Колумбії та Панамі. На мовах сім'ї говорило ще населення цивілізації чибча-муїсків. Сім'я утворює чибчанську гілку макрочибчанської філії. Деякі вчені наводять докази спорідненості чибча з хоканськими мовами. Чисельність людей, які вважають мови чибча рідними — приблизно 270000 осіб (друга половина XX ст). Кількість мов, за даними різних дослідників, до 50. Відповідно до класифікації еквадорського археолога і лінгвіста Х.Хіхона-і-Кааманьйо, мови чибча об'єднуються в 4 групи:
- західна — колорадо, гуатусо, брібрі, торраба, куна, каяпа та ін.;
- тихоокеанська — дораске, гуайми, чиміла та ін.;
- східна — чибча-муїска, рама, арауко, тунебо, бетої;
- міжандійська — паес, панікіте, панче та ін.

Ступінь спорідненості мов досить різна. Незрозумілим є відношення до них мови камса. Деякі дослідники вбачають генетичний зв'язок паес з мовами майя.
Мова чибча-муїска входить до кундинамарканської групи східно-чибчанської підгілки чибчанської гілки макрочибчанської філії. Близькі мови тієї ж групи: агата, дуїт, сінсіга, тунебо. Мова в давнину мала піктографічну писемність. Мовою розмовляють понад 50000 осіб.
Фонологічна система нескладна — 6 голосних та 14 приголосних фонем. Морфологія переважно агглютинативного ладу, префіксального типу, з переважанням суфіксації над префіксацією. Для проточибча реконструюються 5 голосних та 16-22 приголосних. Граматична структура суттєво варіює. Дієслівна словоформа схильна до синтетизму (включає дієві елементи, категорії осіб, способу дії тощо). Іменне словоутворення бідне. Є післясклади. Синтаксичний лад вивчений слабко.
Першу граматику мови Чибча створив єзуїт Бернардо де Луго у 1619 році.